# Rafanija
Rafanija  (starogrško Ῥαφάνεια, Rafáneia, arabsko الرفنية, al-Rafanijja, pogovorno Rafnije) je bilo rimsko mesto v rimski provinci Siria Secunda, zgrajeno v prvih stoletjih našega štetja.

## Zgodovina
Jožef Flavij omenja Rafanijo v povezavi z reko Σαββατικον (Savvatikon), ki se zdaj imenuje Sambatijon in je tekla le vsakih sedmih dni. Jožef je verjetno omenjal  presihajoči izvir, ki se zdaj imenuje Fuwar ed-Deir in ga  je Tit Flavij  opazoval na poti iz Berita proti severu po uničenju Jeruzalema leta 70 n. št.
Rafanija je bila utrjen bazni tabor III. legije Gallica, kjer je bil leta 218 za rimskega cesarja razglašen štirinajstletni Elagabal (vladal do 222).
V Rafaniji se je pod Elagabalom koval denar. Veliko kovancev se je ohranilo.
Herokel in Georg Ciprski omenjata Rafanijo kot mesto v rimski provinci Siria Secunda. Skozi mesto so konec leta 1099 šli križarji. Mesto, ki se je takrat imenovalo Rafania, je zasedel jeruzalemski kralj Balduin I. in ga dal grofu Tripolija.

## Škofijski sedež
Znanih je samo šest rafanijskih škofov:
- Basijan, udeleženec Prvega nicejskega koncila leta 325,
- Gerontij Filipopolski, 344,
- Bazilij, udelećenec Prvega koncila v Konstantinoplu, 381,
- Lampadij, udelećenec Kalcedonskega koncila, 451,
- Zoil okoli518 in
- Non, 536.

Sedež je zadnjič omenjem v poznem 10. stoletju v Notitia episcopatuum Antiohije.